# Luther Allison
Luther Allison (17. srpna 1939 – 12. srpna 1997) byl americký bluesový zpěvák a kytarista. Narodil se ve městě Widener v Arkansasu a v roce 1951 se s rodinou přestěhoval do Chicaga. Zde v roce 1957 poprvé vystupoval se zpěvákem Howlin' Wolfem. V roce 1957 podepsal smlouvu se společností Delmark Records a následujícího roku vydal své první sólové album Love Me Mama. Později vydal řadu dalších alb. Během turné v roce 1997 byl hospitalizován a bylo zjištěno, že má nádor na plicích. Zemřel v srpnu téhož roku ve věku 57 let. V roce 1998 byl uveden do Blues Hall of Fame. Jeho syn Bernard Allison byl rovněž bluesovým hudebníkem.